# Vahid Amiri
Vahid Amiri (Darreh-ye Badam, 2 de abril de 1988) é um futebolista iraniano que atua como meio-campo. Atualmente, joga pelo Persepolis.

## Títulos
Fonte:
Persepolis
- Iran Pro League: 2016–17, 2017–18, 2019–20, 2020–21
- Supercopa do Irã: 2017, 2018, 2020